# Charles David Walker
Charles David Walker (Bedford, Indiana, 1948. augusztus 29.–) amerikai mérnök, űrhajós. Az első űrhajós, aki vállalatát (gazdasági érdekek) képviselte a világűrben.

## Életpálya
1971-ben a Purdue Egyetemen  repüléstechnikából és űrhajózási technikából szerzett BSc oklevelet. Az USA Erdészeti Szolgálat munkatársa,  a Bendix Aerospace cég tervezőmérnöke, a McDonnell Douglas Corporation tesztmérnöke. Feladata lett a űrrepülőgép hátsó meghajtórendszerének tesztelése. A McDonnell Douglas fejlesztette elektroforézis (CFES) eszközhöz több szabadalommal járult hozzá.
Űrhajósnak való jelentkezését 1978-ban elutasították, mivel sem vezető egyetemhez nem tartozott formálisan, sem PhD fokozattal nem rendelkezett. A McDonnell Douglas vállalathoz került tesztmérnöknek, ahol jelezte űrszolgálati szándékát. Irányítása alá került a McDonnell Douglas (EOS) kereskedelmi programja – laboratóriumi vizsgálatok, orvosbiológiai termékek fejlesztése, valamint az űrrepülés CFES programja. Feladata volt az űrlegénység kiképzése a CFES programhoz. Szolgálatával megteremtette az űrrepülőgép fedélzetén végezhető gazdasági tevékenységek alapját. Az STS–4 fedélzetén volt az első komplex CFES eszköz, a támogató (tanácsadó, problémamegoldó) csoport tagjaként tevékenykedett. A McDonnell Douglas javaslatára iktatták be felkészítését. A repülőgép-vezetés alapjait a T–38 Talonnal eltöltött 40 óra jelentette.
1983. július 1-től a Lyndon B. Johnson Űrközpontban részesült űrhajóskiképzésben. Három űrszolgálata alatt összesen 19 napot, 21 órát és 56 percet (478 óra) töltött a világűrben. A közel 20 nap alatt repült 8,2 millió mérföldet.
Űrhajós pályafutását 1985. december 3-án fejezte be. A President National Space Society vezető menedzsere (űrprogram fejlesztés, űrmarketing). A NASA tanácsadója.

## Űrrepülések
- STS–41–D, a Discovery űrrepülőgép első repülésének küldetés specialistája. Három kommunikációs műholdat állítottak pályára, a McDonnell Douglas vállalat kísérleti, kutatási, gyártási feladatainak (CFES) felelőse volt. A McDonnell Douglas partnere megbízásából készítettek az űreszközön nagy mennyiségű tisztított eritropoetint. Első űrszolgálata alatt összesen 6 napot, 00 órát és 12 percet (145 óra) töltött a világűrben. 4 007 000 kilométert (2 490 000 mérföldet) repült, 97-szer kerülte meg a Földet.
- STS–51–D, a Discovery űrrepülőgép 4. repülésének küldetés specialistája. A küldetésen a legénység pályára állított két kommunikációs műholdat. Folytatta a McDonnell Douglas vállalat kísérleti, kutatási, gyártási feladatait (CFES). Második űrszolgálata alatt összesen 6 napot, 23 órát és 55 percet (168 óra) töltött a világűrben. 4 650 658 kilométert (2 889 785 mérföldet) repült, 110-szer kerülte meg a Földet.
- STS–61–B, az Atlantis űrrepülőgép 2. repülésének küldetés specialistája. A küldetés során a legénység útnak indított három kommunikációs műholdat. Folytatta a McDonnell Douglas vállalat kísérleti, kutatási, gyártási feladatait (CFES). Harmadik űrszolgálata alatt összesen 6 napot, 21 órát és 4 percet (165 óra) töltött a világűrben. 4 568 883 kilométert (2 466 956 mérföldet) repült, 109-szer kerülte meg a Földet.

## Írásai
Több tanulmány és könyv szerzője, társszerzője. Megírta az EOS elektroforézis program, az űrtechnológia, a termék kereskedelmi forgalomba kerülésének történetét. Több cikke jelennek meg nemzeti újságokban, számos egyéb kiadványban.